# Cantone di Le Blanc
Il Cantone di Le Blanc è una divisione amministrativa dell'arrondissement di Le Blanc.
A seguito della riforma approvata con decreto del 18 febbraio 2014, che ha avuto attuazione dopo le elezioni dipartimentali del 2015, è passato da 9 a 27 comuni.

## Composizione
I 9 comuni facenti parte prima della riforma del 2014 erano:
- Le Blanc
- Ciron
- Concremiers
- Douadic
- Ingrandes
- Pouligny-Saint-Pierre
- Rosnay
- Ruffec
- Saint-Aigny

Dal 2015 i comuni appartenenti al cantone sono i seguenti 27:
- Azay-le-Ferron
- Le Blanc
- Ciron
- Concremiers
- Douadic
- Fontgombault
- Ingrandes
- Lingé
- Lurais
- Lureuil
- Martizay
- Mérigny
- Mézières-en-Brenne
- Néons-sur-Creuse
- Obterre
- Paulnay
- Pouligny-Saint-Pierre
- Preuilly-la-Ville
- Rosnay
- Ruffec
- Saint-Aigny
- Saint-Michel-en-Brenne
- Sainte-Gemme
- Saulnay
- Sauzelles
- Tournon-Saint-Martin
- Villiers